# Isabelle Larouche
Pour les articles homonymes, voir Larouche.
Isabelle Larouche, née le 17 juin 1968 à Chicoutimi, au Québec, est une auteur de littérature d'enfance et de jeunesse. 

## Biographie
Née au sein d’une famille bercée par les arts, l’histoire et les communications (son père, Albert Larouche, a été réalisateur à Radio Canada et sa mère, Hélène Beck, est artiste-peintre), Isabelle Larouche écrit depuis qu’elle est toute petite. Mais c’est après avoir complété un baccalauréat en Adaptation Scolaire à l’Université du Québec à Chicoutimi, qu’elle commence une série d’aventures qui inspireront ses premiers récits pour les jeunes. Ainsi, en 1991, elle enseigne l’immersion française aux enfants inuit du Nunavik, dans le village de Kangiqsualujjuaq. En 1994, elle enseigne à Kanesatake, une communauté mohawk située au nord-ouest de Montréal. Ces expériences marquent profondément son imaginaire, tout en renforçant son amour pour les cultures autochtones. Elle termine sa carrière d’enseignante en 2007, après huit années à l’école Miss Edgar’s et Miss Cramp’s de Westmount, fondée en 1909, l’une des premières écoles privées pour filles de l’est du pays. 
Dès ses premières publications, Isabelle Larouche s’implique dans la promotion de la littérature jeunesse auprès des écoles et des bibliothèques d’un océan à l’autre du Canada, dans le cadre de diverses tournées d’auteurs. 
Elle fait partie du Répertoire de ressources Culture-éducation du Ministère de la Culture, des Communications et de la Condition féminine du Québec.

## Œuvres

### Romans pour la jeunesse
- Les sept coffres, éditions du Phoenix, collection Brique, octobre 2018 (6 ans et plus)
- Le roi de Miguasha, éditions du Phoenix, collection Premières Nations, mai 2018 (9 ans et plus)
- Prophéties, Île-Bizard, éditions du Phoenix, collection Ado, juin 2017 (12 ans et plus)
- L’abominable chat des neiges, Île-Bizard, éditions du Phoenix, collection oiseau-mouche, septembre 2016  (6 à 9 ans) (tome 7 de la série Shawinigan et Shipshaw)
- Le grand sault Iroquois, Île-Bizard, éditions du Phoenix, collection œil-de-chat, septembre 2015 (9 ans et plus)
- Les chats-crobates, Île-Bizard, éditions du Phoenix, collection oiseau-mouche, mai 2014  (6 à 9 ans) (tome 6 de la série Shawinigan et Shipshaw)
- Mystère au Piekuakami, Île-Bizard, éditions du Phoenix, collection œil-de-chat, septembre 2013 (9 à 13 ans)
- Le Charaté Kid, éditions du Phoenix, illustré par Nadia Berghella, septembre 2014
- Je hais les lunettes, éditions du Phoenix, illustré par Anouk Lacasse, 2012 (Prix jeunesse décerné par le Salon du livre du Saguenay-lac-Saint-Jean en 2013)
- Shawinigan et Shipshaw, éditions du Phoenix, illustré par Nadia Berghella, 2005
- Kitimat and Kathmandu, éditions du Phoenix, illustré par Nadia Berghella (traduction anglaise de Shawinigan et Shipshaw), septembre 2009
- Opération Pièges à chats, éditions du Phoenix, illustré par Nadia Berghella, septembre 2007
- Des amours de chats, éditions du Phoenix, illustré par Nadia Berghella, septembre 2009
- Aventures sur le Chat-Rat-Ïbes, éditions du Phoenix, illustré par Nadia Berghella, février 2011
- Les fées à l’école, éditions du Phoenix, illustré par Karine Montpetit, septembre 2008
- Les esprits de la forêt, éditions Pierre Tisseyre, illustré par Daniela Zekina, mai 2006
- Des histoires à n’en plus finir ! éditions Hurtubise HMH, illustré par Fil et Julie, avril 2006

### Contes illustrés pour la jeunesse
- La légende du corbeau, éditions du soleil de minuit, illustré par Julie Rémillard-Bélanger, traduction en inuktitut de Sarah Baulne, septembre 2003
- La partie du siècle, éditions du soleil de minuit, illustré par Hélène Beck, traduction en ilnu (langue algonquienne parlée au nord du lac Saint-Jean) de Matlen, juin 2008
- L’ours géant et autres histoires des peuples inuit, éditions Syros Paris, illustré par Hélène Muller (en collaboration avec Pierre Léon), septembre 2004
- Des dollars pour Gaspar, éditions ERPI, illustré par Geneviève Couture, octobre 2008

### Nouvelles pour la jeunesse
- La partie du siècle, dans le collectif publié aux éditions Vents d’Ouest intitulé Les nouvelles du sport, 2003
- La sphère, dans le collectif publié aux éditions Vents d’Ouest intitulé Virtuellement vôtre, 2004
- L’Oncle Arthur, dans le collectif publié aux éditions Vents d’Ouest intitulé Bye bye les parents !, 2006
- Le cirque arrive en ville, dans le collectif publié aux éditions Vents d’Ouest intitulé Histoires de fou !
- L’Odyssée d’Ulysse, dans le collectif publié aux éditions Vents d’Ouest intitulé Héros du destin, 2010
- Ma passion pour les boutons, dans le collectif publié aux éditions Dominique et Compagnie, intitulé La classe de madame Caroline, 2010
- César, le hamster bleu, dans le collectif publié par l'Association des Écrivains Québécois pour la Jeunesse (AEQJ) intitulé "Un animal ? Génial !", Montréal, mai 2011
- Pingualuit dans le collectif publié par l'Association des Écrivains Québécois pour la Jeunesse (AEQJ) intitulé "Le camping, ça me tente", Montréal, avril 2012
- Costume de malheur, Gatineau, éditions Vents d’Ouest, collection Vive le vent, collectif « Rires d’Halloween », septembre 2013 (9 à 12 ans)

### Autres publications
- Mille mots d'amour, Tome 7", collectif de lettres d'amour publié aux éditions Les Impatients, janvier 2011
- Mille mots d'amour, Tome 8", collectif de lettres d'amour publié aux éditions Les Impatients, janvier 2012
- Lettre à mon enfant, collectif de lettre destiné à son enfant, publié aux éditions de Mortagne, septembre 2012

## Affiliations professionnelles
- Association professionnelle des écrivains de la Sagamie (APES)
- Union des écrivains québécois (UNEQ)
- Communication Jeunesse
- Association des auteurs des Laurentides (AAL)
- Répertoire de ressources Culture-éducation du Ministère de la Culture, des Communications et de la Condition féminine du Québec